# Houssine Dimassi
Houssine Dimassi (حسين الديماسي, DMG Ḥusain ad-Dīmāsī, auch: Houcine Dimassi, Hassine Dimassi; geb. 18. November 1948, Ksar Hellal, gest. 27. Januar 2025) war ein tunesischer Ökonom, Akademiker, Gewerkschafter und Politiker.
Er war kurzzeitig Arbeitsminister in der Regierung von Mohamed Ghannouchi (Januar 2011). Er wurde Finanzminister (Dezember 2011–Juli 2012) in der Regierung von Hamadi Jebali.

## Leben
Houssine Dimassi erwarb 1982 ein Diplom (doctorat d’État) in Wirtschaftswissenschaften.

### Karriere
Er war von 1973 bis 1986 als Professor an der Universität Tunis, an der Fakultät für Rechts- und Politikwissenschaften und der Fakultät für Wirtschaftswissenschaften. Außerdem an der Universität Sousse, wo er an der Fakultät für Rechts- und Wirtschafts- und Politikwissenschaften tätig war (seit 1986).

### Gewerkschaft und Politik
Er war in der Union Générale Tunisienne du Travail (UGTT) und der Arbeiterorganisation (Organisation ouvrière) aktiv.
Nach der Revolution 2011 war er für sehr kurze Zeit Minister für Berufsbildung und Beschäftigung, nämlich vom 17. bis 18. Januar, innerhalb der nationalen Einheitsregierung von Mohamed Ghannouchi. Wie zwei seiner Kollegen von der UGTT (Abdeljelil Bédoui, Minister des Premierministers, und Anouar Ben Gueddour, Staatssekretär des Ministers für Transport und Ausrüstung) trat er umgehend zurück, da der Gewerkschaftsdachverband die neue Regierung nicht anerkannte.
Er wurde zum Finanzminister der Regierung von Hamadi Jebali ernannt. Am 24. Dezember 2011 trat er die Nachfolge von Jalloul Ayed an. Den Amtseid legte er noch am Tag seiner Ernennung vor Präsident Moncef Marzouki ab. Die Übertragung der Kompetenzen erfolgte am Sitz des Ministeriums am 26. Dezember.
Er trat am 27. Juli 2012 aufgrund von Meinungsverschiedenheiten mit der Regierung in Wirtschafts-, Währungs- und Sozialpolitik zurück. Sein Staatssekretär Slim Besbes übernahm interimistisch seine Nachfolge. Die Zeitung Le Maghreb berichtete, dass Dimassi am 5. September der Partei von Beji Caid Essebsi, Nidaa Tounes, beigetreten sei, was er jedoch bestritt.
Er starb am 27. Januar 2025 im Alter von 76 Jahren.

## Familie
Hassine Dimassi war verheiratet und Vater von vier Kindern.